# Dayton (Minnesota)
Dayton – miasto w Stanach Zjednoczonych, w stanie Minnesota, w hrabstwie Wright.